# Hapagfly
Hapag-Lloyd Flug (entre 2005 y 2007, también denominado Hapagfly) fue una aerolínea con sede en Langenhagen, Alemania. Funcionaba regulares y vuelos chárter de pasajeros, principalmente a centros turísticos en Europa. En enero de 2007 se fusionó con Hapag-Lloyd Express para fundar TUIfly, dividiendo las operaciones entre operando los vuelos (la primera) y su comercialización (la segunda). Con los años dicha división se ha consolidado en una sola operación dirigida por la ahora TUIfly.